# Snowbasin

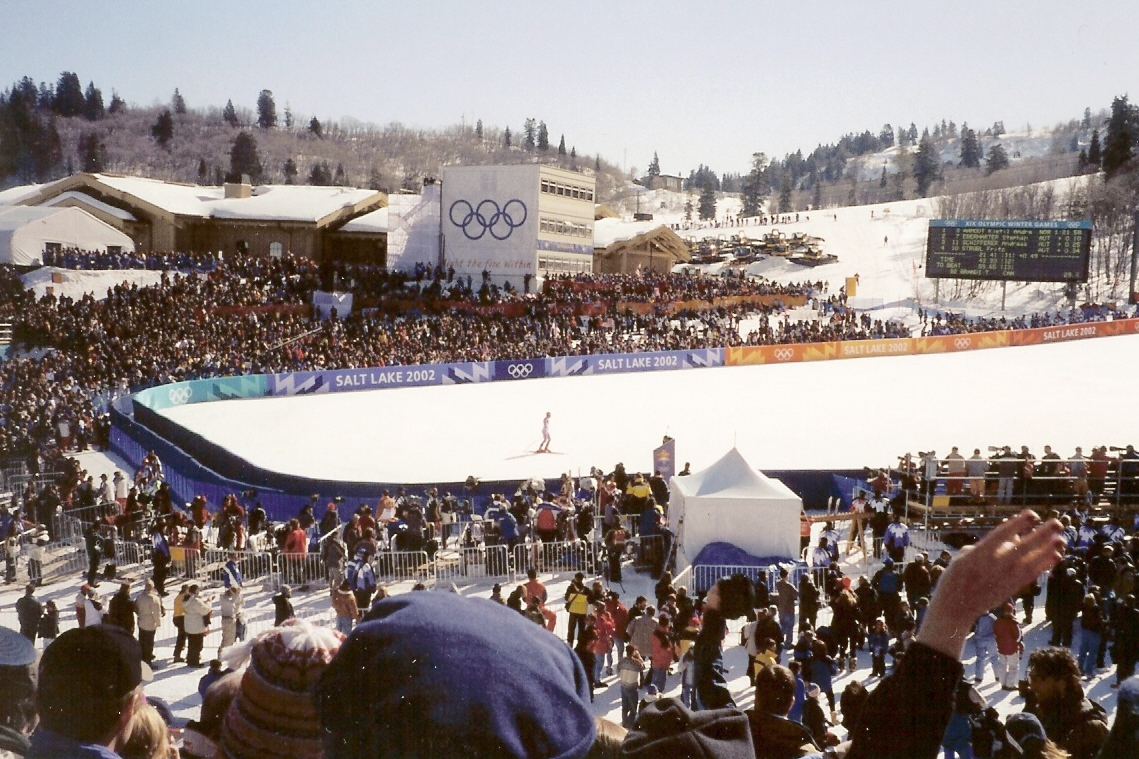
L'arrivée du super-G masculin lors des Jeux olympiques de 2002.

Snowbasin est une station de sports d'hiver situé dans les Montagnes Wasatch dans l'État d'Utah, à environ 53 km au nord-est de Salt Lake City.
Il s'agit d'une des plus anciennes stations de sports d'hiver américaines. Lors des Jeux olympiques d'hiver de 2002 qui se sont déroulées à Salt Lake City, Snowbasin accueillit les compétitions de vitesse en ski alpin, c'est-à-dire la descente et le super-G masculins et féminins. Elle a également accueilli l'ensemble des épreuves de ski alpin lors des Jeux paralympiques d'hiver de 2002.